# جورج اچ براون (بازیکن فوتبال)
جورج اچ براون (انگلیسی: George H. Brown; Q3 1866 – Q2 1903 (aged 36)) بازیکن فوتبال اهل بریتانیا بود.
از باشگاه‌هایی که در آن بازی کرده‌است می‌توان به باشگاه فوتبال ناتینگهام فارست و باشگاه فوتبال نوتس کانتی اشاره کرد.